# Annona oblongifolia
Annona oblongifolia este o specie de plante angiosperme din genul Annona, familia Annonaceae, descrisă de Robert Elias Fries. Conform Catalogue of Life specia Annona oblongifolia nu are subspecii cunoscute.